# Liste von Kunstwerken im öffentlichen Raum in Bergkamen
Die Liste von Kunstwerken im öffentlichen Raum in Bergkamen gibt einen Überblick über Kunst im öffentlichen Raum, unter anderem Skulpturen, Plastiken, Landmarken und andere Kunstwerke in Bergkamen, Kreis Unna. Es besteht kein Anspruch auf Vollständigkeit.

## Kunstwerke in Bergkamen
| Bezeichnung                                | Standort                                                                                               | Koordinate | errichtet | Künstler                                                                              | Anmerkungen | Bild           |
| ------------------------------------------ | --- | --- | --------- | ------------------------------------------------------------------------------------- | --- | -------------- |
| Line of Beauty                             | Mühlenstraße, Nähe Am Alkenbach                                                                        | 51° 35′ 54,1″ N, 7° 34′ 54,3″ O                                                                                              | 2009      | Susanne Lorenz                                                                        | Holz, Pflanzen, Land-Art-Projekt für ein Naturklärwerk | weitere Bilder |
| Landschaft im Fluss                        | Uferstraße, Nähe An der Seseke                                                                         | 51° 36′ 9,9″ N, 7° 34′ 48,4″ O                                                                                               | 2010      | Thomas Stricker                                                                       | Pflanzen, Land-Art-Projekt, alte Pflanzenarten wie Sumpfzypresse, Schachtelhalm auf künstlich angelegter Insel.                                                                                               | weitere Bilder |
| Impuls Bergkamen                           | Adener Höhe (Berghalde)                                                                                | 51° 37′ 23,2″ N, 7° 36′ 49,9″ O                                                                                              | 2010      | Maik und Dirk Löbbert                                                                 | Stahl, LED, Höhe: 30 m |                |
| Bergkamen setzt Maßstäbe                   | 4 Standorte, Kreisverkehr: Weddinghofer Tor, Oberadener Tor, Rünther Tor, Overberger Tor               | 51° 36′ 57″ N, 7° 38′ 34,8″ O 51° 37′ 18,1″ N, 7° 38′ 15,5″ O 51° 37′ 5,6″ N, 7° 37′ 45,1″ O 51° 36′ 46,4″ N, 7° 37′ 48,5″ O | 2005/2009 | Maik und Dirk Löbbert                                                                 | Metallkonstruktion, Leuchtstoffröhren, Verglasung, Höhe: 10 m |                |
| PulsLicht Marina Rünthe                    | Hafenweg, Jachthafen Marina Rünthe                                                                     | Koordinaten fehlen! Hilf mit.                                                                                                | 2007      | Mischa Kuball                                                                         | 33 Lampen, Höhe: 8 m |                |
| Wasserleinwand                             | Platz der Partnerstädte                                                                                | 51° 36′ 53,6″ N, 7° 37′ 51,6″ O                                                                                              | 2002      | Birgit Hölmer                                                                         | Fotos/Dias, Videobeamer, Wasserleinwand, 4 × 4 Meter |                |
| No agreement today - no agreement tomorrow | Am Rathaus                                                                                             | 51° 36′ 56,2″ N, 7° 37′ 47,5″ O                                                                                              | 2004      | Andreas M. Kaufmann                                                                   | Stahlgerüst mit Plexiglasverkleidung. 24 sich abwechselnde SW-Dias in 5 kreisenden Diaprojektoren, Höhe: 620 cm                                                                                               |                |
| Subport Bergkamen (BSB)                    | Präsidentenstraße am Nordberg                                                                          | 51° 37′ 11,6″ N, 7° 38′ 24,4″ O                                                                                              | 2005      | Rochus Aust                                                                           | Licht- und Klanginstallation unter 14 Gullideckeln simulieren einen unterirdischen Flughafen. Durchsagen erfolgen jeweils alle 10 Minuten täglich von 10:45 Uhr bis 12:30 Uhr und von 15:00 Uhr bis 20:30 Uhr |                |
| Netzkarte (BSB)                            | Präsidentenstraße am Nordberg                                                                          | 51° 37′ 12,9″ N, 7° 38′ 24,3″ O                                                                                              | 2009/2010 | Rochus Aust                                                                           | Lichtinstallation, Verkehrsnetz als Zeitkarte, an Beleuchtungszeiten der Straßenlaternen gekoppelt |                |
| Der Blick in die Zukunft                   | Kreisverkehr Schulstraße/RAG Berufskolleg, Bergkamen-Weddinghofen                                      | 51° 36′ 36,7″ N, 7° 37′ 6,1″ O                                                                                               | 2006      | Horst Rellecke                                                                        | Edelstahl, Solarmodule, Steinkohle, Glasfaserkabel, LED blau, Beginn der Leuchtzeit mit der Abenddämmerung; Leuchtdauer ist von der Ladekapazität der Solarzellen abhängig                                    |                |
| Illumination Windrad                       | Windrad der Landwirte Darenberg auf der Lüner Höhe und an der Autobahn A2 zwischen Bergkamen und Kamen | 51° 35′ 56,3″ N, 7° 38′ 36″ O                                                                                                | 2002      | Horst Rellecke                                                                        | Lichtkunst, Blau beleuchtetes Windrad, Projekt: „Hellweg – Ein Lichtweg“ |                |
| Der blaue Kubus                            | Kunstpfad Kuhbach, Kuhbach / Geschwister-Scholl-Straße                                                 | Koordinaten fehlen! Hilf mit.                                                                                                | 2004/2005 | Emilia Fernandez                                                                      | Mosaik auf Kanalbetonteil, Kunstprojekt „Ein Ufer für die Kunst“ (2004–2005) |                |
| Wasser, Erde, Luft                         | Kunstpfad Kuhbach, „Kuhbach-Schänke“, Pfalzstraße                                                      | 51° 36′ 26,7″ N, 7° 37′ 23,4″ O                                                                                              | 2004/2005 | Gisela Schmidt + Schüler der Pfalz-Grundschule, Schüler der Willy-Brandt-Gesamtschule | Drei Abwasserbetonröhren, farbig bemalt, Kunstprojekt „Ein Ufer für die Kunst“ (2004–2005) |                |
| Bergkamen und der Kuhbach                  | Kunstpfad Kuhbach, Pumpwerk Schönhausen                                                                | 51° 36′ 30,6″ N, 7° 38′ 17,9″ O                                                                                              | 2004/2005 | Peter Wiesemann                                                                       | Mit Hammer, Meißel und Hilti bearbeiteter Schachthals (viereckiges Rohr) aus Beton, Kunstprojekt „Ein Ufer für die Kunst“ (2004–2005)                                                                         |                |
| Freier Lauf                                | Kunstpfad Kuhbach, Ende Pantenweg                                                                      | Koordinaten fehlen! Hilf mit.                                                                                                | 2004/2005 | Wolfgang Kerak                                                                        | Anröchter Dolomit, silberner Edelstahlstreifen, Kunstprojekt „Ein Ufer für die Kunst“ (2004–2005) |                |
| Die Römer                                  | Kunstpfad Kuhbach, Jahnstraße, Richtung Tennisplätze Lünener Straße                                    | 51° 36′ 25,8″ N, 7° 35′ 10,8″ O                                                                                              | 2004/2005 | Dietrich Worbs                                                                        | 11 Holzrömer aus Eichenholz, Höhe: 4 m, welche hinter einer 2 m hohen Palisade aus Eichen und Kiefernstämmen stehen, Kunstprojekt „Ein Ufer für die Kunst“ (2004–2005)                                        |                |
| Das blaue Band                             | Bergkamen-Mitte, Präsidentenstraße/Ebertstraße                                                         | 51° 37′ 6,5″ N, 7° 38′ 24,8″ O                                                                                               | 1990      | Bolette Holm, Ole Hempel                                                              | Weggestaltung der Fußgängerzone mit Wasserläufen, Mosaikstreifen, drei Skulpturen am Endpunkt des oberirdischen Wasserlaufs                                                                                   |                |
| Erdpyramide                                | Bergkamen-Mitte, Rathausplatz                                                                          | Koordinaten fehlen! Hilf mit.                                                                                                | 1978      | Timm Ulrichs                                                                          | Pyramide mit Spitze nach unten in Erde, Sockelaufschrift: „TIMM ULRICHS ERD-PYRAMIDE – GRUNDFL. 1,00 × 1,00 M, HÖHE 6364416 M – 7° 37′53? ÖSTL. LÄNGE – 51° 37′00? NÖRDL. BREITE“                             |                |
| Europabaum                                 | Bergkamen-Mitte, Jubiläumswald (im Areal „Vielfältiges Europa“)                                        | Koordinaten fehlen! Hilf mit.                                                                                                | 2013      | Dietrich Worbs                                                                        | Eiche, Edelstahl, Zinkblech, Höhe: 2 m, Durchmesser: ca. 50 cm |                |
| Figurenpark Hallenbad                      | Bergkamen-Mitte, Lessingstraße, Hallenbad                                                              | Koordinaten fehlen! Hilf mit.                                                                                                | 1967      | Lothar Kampmann                                                                       | Ursprünglich 18 Figuren, heute 8, Betonplastiken, teilweise mit kleinen Reliefs, Mosaik |                |
| Figurenpark Museumsplatz                   | Bergkamen-Oberaden, Jahnstraße, Stadtmuseum                                                            | Koordinaten fehlen! Hilf mit.                                                                                                |           | Lothar Kampmann                                                                       | Neuer Standort von 6 Skulpturen vom Figurenpark Hallenbad |                |
| Figurenpark Hauptfriedhof                  | Bergkamen-Weddinghofen, Hauptfriedhof                                                                  | Koordinaten fehlen! Hilf mit.                                                                                                |           | Lothar Kampmann                                                                       | Eine Figur aus dem Skulpturenpark Hallenpark, dreiteilige Betonskulptur „Pferd“ |                |
| Paar unter Bäumen                          | Nordberg                                                                                               | Koordinaten fehlen! Hilf mit.                                                                                                | 1992      | Lothar Kampmann                                                                       | |                |
| Schichtwechsel                             | Bergkamen-Rünthe, Platz von Hettstedt, Rünther Straße/Schlägelstraße                                   | |           | Lothar Kampmann, Andrzej Pollo, Mehmet Uyanik                                         | Gemeinschaftsprojekt |                |
| Ohne Titel                                 | Bergkamen-Mitte, Hubert-Biernat-Straße, vor dem städtischen Gymnasium                                  | Koordinaten fehlen! Hilf mit.                                                                                                |           | Werner Habig                                                                          | Kinetische Metallskulptur, Neuaufteilung einer Kugel, die in 7 Teile geschnitten wurde |                |
| Ohne Titel                                 | | Koordinaten fehlen! Hilf mit.                                                                                                | 1970      | Fritz Stoltefuß                                                                       | Wegweiser / Baum? |                |
| Ohne Titel                                 | | Koordinaten fehlen! Hilf mit.                                                                                                | 2001      | Fritz Stoltefuß                                                                       | Säule auf Sockel |                |
| Ohne Titel                                 | | Koordinaten fehlen! Hilf mit.                                                                                                |           | Fritz Stoltefuß                                                                       | Krumme Säule mit Kugel |                |
| Weg der Kinder aus der Schule in das Leben | Bergkamen-Oberaden, auf dem Innenhof der Realschule Oberaden                                           | Koordinaten fehlen! Hilf mit.                                                                                                | 1964      | August Welp                                                                           | Bronzeskulptur, 4 × 3 m |                |
| Windplastik                                | Bergkamen-Mitte, Fußgängerzone am Nordberg, Präsidentenstraße / Am Wiehagen                            | 51° 37′ 8,7″ N, 7° 38′ 23,5″ O                                                                                               | 1971      | Günter Tollmann                                                                       | Kinetische Edelstahlplastik aus 3 Teilen |                |
| Mutter mit Kind                            | Kurt-Schumacher-Platz                                                                                  | Koordinaten fehlen! Hilf mit.                                                                                                | 1953      | Else Montag                                                                           | Untersberger Marmor |                |
| Das Glück                                  | | Koordinaten fehlen! Hilf mit.                                                                                                |           | HA Schult                                                                             | Temporäres Kunstwerk |                |
| Blickwechsel                               | | Koordinaten fehlen! Hilf mit.                                                                                                |           | Benjamin Houlihan                                                                     | Temporäres Kunstwerk (12.09.–31.10.2010) |                |